# Kansleren kaldet "Den sorte Panter"
Kansleren kaldet "Den sorte Panter" er en dansk stum melodramafilm fra 1912 produceret af Kinografen. Det Danske Filminstituts filmdatabase angiver, at filmens manuskript er skrevet af Einar Zangenberg og Holger Rasmussen og at filmens instruktør er ukendt, hvorimod danskefilm.dk krediterer Zangenberg og Rasmussen som instruktører, men angiver ingen kreditering af manuskripforfatter(e).. Kinografens originale program angiver, at filmen er "af" Zangenberg og Rasmussen. Filmdatabasen angiver, at filmen er efter forlæg af Holger Rasmussens teaterstykke Den sorte Panter fra samme år, hvorimod danskefilm.dk angiver et forlæg af William Magnay.
Filmen havde dansk premiere den 12. juni 1912 i Kinografens egen biograf på Frederiksberggade i København, blot to dage efter, at Nordisk Films Kompagni havde haft premiere på Nordisks Den sorte Kansler. Med Det Danske Filmmuseums ord ligner handlingen i de to film hinanden "betænkeligt".  Der udspandt sig tilsyneladende herefter et juridisk efterspil mellem Kinografen og Nordisk, der hver især beskyldte hinanden for plagiat. Ifølge Filmmuseet blev sagen løst mindeligt ved, at Kinografen betalte en sum penge til Nordisk.

## Handling
En amerikaner, Mr Williams,  rejser fra New York til Iranien for at besøge sin ven Grev Runow og dennes smukke datter, komtesse Dawa. Under opholdet i Iranien oplever en række intriger og drab iværksat af den onde kansler, kaldet "Den sorte Panter". Amerikanerens snarådighed redder trådene ud, og Den sorte Kansler mister magten, der tilfalder den unge komtesse Ilka. Mr Williams får komtesse Dawa.

## Medvirkende
- Aage Garde - Kansleren
- Holger Rasmussen - Grev Furelloz, kanslerens adjudant
- Einar Zangenberg - Mr. William
- Alfi Zangenberg - Prinsesse Ilka af Iranien
- Svend Rindom - Fyrst Rosowa
- Viggo Wiehe - Oberst, grev Runow
- Johanne Fritz-Petersen - Komtesse Dawa
- Louis Melander - Janus, krybskytte